# Ann-Katrin Schinkel
Ann-Katrin Schinkel (* 4. Mai 1989 in Birkenfeld) ist eine deutsche Fußballspielerin.

## Karriere

### Im Verein
Schinkel begann ihre fußballerische Karriere beim VfR Baumholder und wechselte 2006 zum Zweitligisten 1. FC Saarbrücken, wo sie sich umgehend einen Stammplatz auf der linken Abwehrseite erkämpfte. Gleich in ihrer ersten Saison gewann sie mit Saarbrücken die Meisterschaft der 2. Bundesliga Süd und stieg damit in die Bundesliga auf. Dort debütierte sie am 19. August 2007 (1. Spieltag) beim 1:1-Unentschieden gegen den SC Freiburg. Aufgrund eines  in einem Vorbereitungsspiel der Winterpause 2007/08 erlittenen Kreuzbandrisses musste sie über ein Jahr pausieren und konnte ihre Mannschaft weder beim – erfolglosen – Kampf um den Klassenerhalt, noch im DFB-Pokalfinale 2008 in Berlin, das 1:5 gegen den 1. FFC Frankfurt verloren ging, auf dem Platz unterstützen. Erst im März 2009 gab sie im Rahmen der Zweitligabegegnung gegen den VfL Sindelfingen ihr Comeback und schaffte wenig später mit ihrer Mannschaft den direkten Wiederaufstieg in die Bundesliga. Am 8. November 2009 (8. Spieltag) gelang ihr bei der 2:4-Heimniederlage gegen den Hamburger SV mit dem Treffer zum zwischenzeitlichen 1:3 ihr einziges Bundesligator.
Nachdem mit Saarbrücken zum Ende der Spielzeit 2010/11 erneut aus der Bundesliga abgestiegen war, schloss sich Schinkel im Sommer 2011 Bundesligaaufsteiger 1. FC Lok Leipzig an. Diesen verließ sich jedoch nach nur einem halben Jahr und sieben absolvierten Partien aus privaten Gründen und wechselte im Januar 2012 zum Regionalligisten SV Bardenbach. Dort spielt sie unter anderem gemeinsam mit ihrer Zwillingsschwester Sarah und stieg im Sommer 2012 als Meister der Regionalliga Südwest in die 2. Bundesliga Süd auf. Als Tabellenletzter musste die Mannschaft jedoch nur ein Jahr später den Gang zurück in die Regionalliga antreten.

### Nationalmannschaft
Schinkel debütierte am 3. Juni 2004 für die deutsche U-15-Nationalmannschaft im Testspiel gegen die Niederlande. Zwischen 2004 und 2007 bestritt sie insgesamt 22 Partien für die Juniorinnenauswahlen des DFB, davon drei für die U-15-, 18 für die U-17- und eine für die U-19-Nationalmannschaft.

## Erfolge
- Aufstieg in die Bundesliga 2007 und 2009 (mit dem 1. FC Saarbrücken)
- Aufstieg in die 2. Bundesliga Süd 2012 (mit dem SV Bardenbach)